# Vicente Guerrero, Venustiano Carranza
Vicente Guerrero är en ort i Mexiko.   Den ligger i kommunen Venustiano Carranza och delstaten Puebla, i den sydöstra delen av landet, 190 km nordost om huvudstaden Mexico City. Vicente Guerrero ligger 160 meter över havet och antalet invånare är 268.
Terrängen runt Vicente Guerrero är huvudsakligen kuperad, men österut är den platt. Runt Vicente Guerrero är det ganska tätbefolkat, med 65 invånare per kvadratkilometer. Närmaste större samhälle är Venustiano Carranza, 4,6 km norr om Vicente Guerrero. Omgivningarna runt Vicente Guerrero är en mosaik av jordbruksmark och naturlig växtlighet.